# لعبة العروش
لعبة العروش (بالإنجليزية: A Game of Thrones)‏ هي الجُزء الأوّل من سِلسَلة روايات أغنية الجليد والنار الفنتازيّة الخياليّة من تأليف الكاتب الأمريكي جورج ر. ر. مارتن وصَدرت لأوّل مرة في 6 أغسطس 1996. تقعُ أحداث الروايات في قارّتين خياليتين هما ويستروس وإيسوس في نهاية صيف طويل جداً. تروي الفصول قصّة الأبطال من منظورهم الشخصي. بالإضافة لوجود ثلاث مسارات سائِدَة للقصة هي: حرب العائلات النبيلة في قارة ويستروس للسيطرة عليها، والتهديد المتزايد من الحدود الشماليّة، ومساعي دنيرس تارجارين ابنة الملك المنفي لاستعادة عرش أجدادها المسلوب.
انتَشرت الرواية انتشاراً واسِعاً وحازَت على الكثير من الاهتمام، وبُنيَ عليها مجموعةٌ من الأعمالِ الأُخرى مِثل المُسلسل التَلفَزي صراع العروش الذي ابتدأ عرضُه على لِصالِح اتش بي او في أبريل 2011. كما تُرجِمت لأكثَر من 40 لُغة. وقد تُرجِمت الرواية إلى العربيّة على يد المُترجِم هشام فهمي لصالح دار التنوير، وصدرت في 15 نوفمبر 2015.
فازت الروايَة بجائِزة لوكس وترشّحت لنيل جائزة نيبولا وجائزة عالم الفانتازيا عامَ 1997. كما فازَت رواية دماءُ التنّين التي جُمّعت فيه فصول دنيرس تارجارين من لعبة العروش بجائِزة هوغو لأفضَل رواية قصيرة. وفي يناير 2011 اندَرجت الرواية في قائمة نيويورك تايمز لأفضَل المبيعات، وترأستْ القائِمة في يوليو 2011.

## مُلخّص الأحداث
تتزامن أحداث الرواية في ثلاثَ محاوِرَ رئيسيّة، تُمثّل هذه المحاور مناطِق مُختَلفة في عالم الرواية الخيالي.

### في الممالك السبعة
في بداية القِصّة، يُنفّذ اللورد إدارد/نِد ستارك حُكم الإعدام في رجلٍ هاربٍ من حَرس الليل، وهم الحُرّاس الذين يَحرسون الجِدار الشمالي المَبني من الجليد والحجارة والسِحر فيحمونَ بذلك الممالك السبعة. وفي طريق عودَتهم يَعثُر ابنُه على ستّة جِراء ذئابٍ رهيبة وهوَ الحيوان المرسوم على رايته، ثلاثةٌ من هذه الجِراء ذكور واثنتين من الإناث، بالإضافة لجروٍ أبيضٍ مُختلفٍ عنهم. وعلى هذا، فإن عدد الذئاب يتناسق مع أولادِه، إذ أن لنِد ثلاثُ أولادٍ وابنتين وابنٌ غير شرعي، فيأخذ كُلّ واحدٍ مِنهُم جرواً. وفي تلك الليلة، تصل رسالةٌ للقلعة مفادُها أنّ يَد المِلك ومستشاره الرئيسي وصديقه اللورد جون آرن قد مات بشكلٍ مُفاجِئ وأن الملك روبرت باراثيون قادِمٌ من العاصمة إلى مدينة وينترفل حيثُ يقطن آل ستارك، وحينَ وصوله طلبَ الملك من اللورد ستارك أن يُصبِح يَداً للملك خلفاً لللورد جون آرين. رفضَ نِد في البداية ولكنّه قَبِل بعد علِمَ أن زوجة اللورد آرن لايسا تؤمِن بأن الملكة سرسي لانستر وعائلتها قامت بتسميم زوجها. بعدَ ذلِك بفترة، ابن اللورد ستارك الأوسط ذو السَبع سنوات بران ستارك يرى عن غير قصد الملكة سرسي خلال جماعِها من شقيقها التوأم جايمي لانستر، فيقوم ذاك الأخير برمي الصَبي من أعلى البُرج. وفي ذلك الوقت، يُغادِر الملك مع اللورد ستارك وابنتيه آريا وسانزا ستارك إلى العاصمة كينجز لاندنج، بينما تبقى زوجته كاتلين مع أولادِها روب وريكون، ويدخل بران في غيبوبة.
خِلال رحلَتهم جنوباً إلى العاصمة، تتشاجر آريا مع ابن الملك جوفري باراثيون المخطوب لسانزا، مما يزيد التوتر بينَ آل ستارك وآل لانستر، وبين الأختين آريا وسانزا. فما حدثَ أن ذئِبَة آريا قامت بمهاجمة جوفري لحمايتها، ثُم قامت آريا بطردها لألا تقع الذئبة بأيدي آل لانستر، ولهذا قاموا بإعدام ذئبةِ سانزا بدلاً عنها. وفي ذلك الوقت في وينترفل، يأتي أحد القتلة المأجورين ليغتال بران، فتُدرِك الليدي كاتلين ذلك فتتوجّه من فورها إلى العاصمة لإخبار زوجها. وبعد ذلك بفترة، يستيقظ بران من غيبوبته نصف مشلول ولا يتذكّر ما حدث قبل السقوط. وفي كينجز لاندنج، يلتقي نِد مُستشاري الملك، بما في ذلك اللورد بيتر باليش المعروف باسم الإصبع الصغير وهو أمين الصندوق الملكي، وفارِس الخَصي وهو سيّد الهامسين –الجواسيس–. وسُرعان ما يُصبِح نِد ستارك صاحب السُلطة العُليا بينما يقضي الملك روبرت وقته في الفجور والفساد. وعندما تصل كاتلين إلى العاصمة يستضيفها اللورد باليش بسريّة تامة، وتلتقي مع زوجها، ويُخبِرهم الإصبع الصغير أن الخنجر الذي وجدوه مع المُغتال تعود ملكيته للقزم تيريون لانستر شقيق الملكة، ويُوافق باليش على مساعدة نِد في بحثه حول آل لانستر. وأثناء عودة كاتلين إلى وينترفيل، تُصادِف تيريون في أحد الحانات، فتقوم باحتجازه وتأخذه معها لقلعة أختَها لايسا؛ ويطلب تيريون هناك محاكمة بالنزال، ويستعيد حُريّته بعد أن أنقذه مُرتَزقٌ يُدعى برون. وردّاً على احتجاز تيريون، يقوم والده اللورد تايوين بحشد الجيوش ويأمر جنودَه بالإغارة على أراضي تابعة لعائلة تَلي وهي أسرة كاتلين.
يكتَشف نِد خلال أبحاثِه أن أبناء المَلك ليسوا أبناءه حقيقةً، بل هم أبناء سرسي من شقيقها جايمي، ويعلم أن اللورد جون آرن قد قُتِل بعد مَعرفته لذلك. فيُعطي نِد الملكة سرسي فُرصةً للهرب قبل إخبار الملك بذلك، ولكنّها تستخدم هذه الفرصة لتدبيرِ حادثٍ للملك تؤدّي لوفاته أثناء رحلة صيده. ثُم يُعيّن اللورد نِد ستارك وصيّاً شرعياً على العرش بسبب وصيّة الملك، ويستعين باللورد باليش لتأمين الحماية والجنود لكشفِ آل لانستر وإبطال محاولات الأمير جوفري أن يأخذ العرش. ولكن يخونُ اللورد باليش نِد، مما يؤدّي لسجنِ نِد ومقتَل جنودِه واعتقال سانزا لدى آل لانستر وهرب آريا. ثُم يُعيّن جوفري مَلِكاً على الممالك السَبع. ويوافق نِد على الاعتراف بخيانته المزعومة لينضمّ لحرس الليل مُقابِل سلامة سانزا، ولكن جوفري يأمُر بقطع رأسه.
وفي خِضمّ تلك الأحداث، يقوم روب ستارك ابن نِد الأكبر بجمع الجيوش والتحالفات ردّاً على اعتقال والِده. وحينَ علم بوفاة والده يُحاول الحصول على مزيدٍ من الدعم من جدّه لأمّه اللورد هوستر تَلي، وللوصول لـِ آل تَلي كان لزاماً عليه التحالُف مع آل فراي لعبور التوأمتان. وينتصر روب على جيش جايمي لانستر مما يؤدّي لانسحاب تايوين لحدود أراضي آل تَلي الجنوبيّة، ويُرسِل ابنه القَزم تيريون للعاصمة لإبقاء الملك جوفري تحت السيطرة. في حين أنّ روب ستارك لُقّب ليكون ملكاً للشمال بعد أن رفض التحالف مع رنلي وستانِس باراثيون.

### في الشَرق
في مدينة شرين في قارّة إسوس الشرقيّة، ابن الملك المجنون الذي قتله روبرت باراثيون خلال الثورة والذي يُدعى فسيرس تارجاريَن يقوم بعقدِ صفقة مع كال دروجو وهو سيّد قبيلة الدوثراكي الرحّالة، يقوم بعقدِ صفقةٍ معه لتزويج أخته دنيرس له مُقابِل استخدام جيش دروجو لإسقاط حُكم آل باراثيون واستعادة العرش الحديدي. وخِلال حفل زفافِها، يقوم التاجر الغني إليريو بإهداء دنيرس ثلاث بيضات تنانين مُتحجّرة مُنذ زمنٍ بعيد. كما ينضمّ إليهم في ترحالِهم الفارس المَنفي من ويستروس جورا مورمنت. تَشعُر دنيرس بالرعب بدايةً من زوجِها الضخم، ولكنّها مع مرور الوقت تُصبِح أميرة تلك القبيلة. ويُظهر دروجو لفسيرس أنه لا يُريد غَزو الممالك السبع، فيغضب فسيرس ويُعامل شقيقته بقسوة، فيقوم دروجو بقتله. ولاحقاً يأتي مرسولٌ من الملك ويُحاول تسميم دنيرس وطفلها في رَحِمها، ويكتشفون أمره فيغضب دروجو ويَعِد دنيرس بغزو الممالك السبع والاستيلاء على العرش. وخِلالَ إغارة الدوثراكي على أحد القبائل، يُصاب دروجو بِجرحٍ خطير، وبرغم رفض الدوثراكي تأمُر دنيرس إحدى المُعالِجات العشبيّات بمعالجة دروجو، ولكنّها لا تنجح في ذلك ويموت دروجو مُتأثراً بجراحه. يُغادِر مُعظم رجال القبيلة ويتبعوا قائداً جديداً، وتقوم دنيرس بإعداد محرقةٍ لإحراق جُثمان زوجها. وفي أوجِ اشتعال النار، تدخُل دنيرس إلى النار مع بيض التنانين، وتخرُج منها دون أن يمسّها ضرر برفقة ثلاث تنانين.

### في الجِدار
مقدمة الرواية تبدأ بالتعريف بالجِدار، وهوَ حاجِزٌ كبيرٌ مبنيٌّ من الحِجارة والجليد والسِحر ويرتفع آلاف الأقدام. فائدته تكمن بحمايَة الممالك السبعة مما وراء الجدار. يُدار هذا الجِدار تحت ما يُعرف بـ حرس الليل، وهم مجموعة من المُحاربين أدّوا قَسم الحِراسة الذي يُجرّدهم من ألقابِهم ومِلكيّاتهم، ولا يسمح لهم بالزواج والإنجاب مدى الحياة. تكمن المَخاطر وراء الجدار بالهَمج والوحوش و«الآخرين».
ابن نِد ستارك النَغل الذي يُدعى جون سنو، يذهب ليُصبِح من حرس الليل برفقة عمّه بنجن ستارك. يتعّرف جون سنو هُناك على أُناسٍ من مُختلف أنحاء العالم من ضمنهم شابٌ يُدعى سام تارلي ويُصبِح صديقه المُقرّب، وبعدَ أن أدّى جون سنو القَسم أمِلَ أن يوضَع مع الجوّالين مثلَ عمّه، ولكن بدلاً من ذلك يتم اختياره ليكون مُرافِقاً خاصّة لقائد الحَرس جيور مورمنت. ويُذكر أنّ بنجن ستارك يذهب مع فرقةٍ صغيرة وراء الجدار، ولكنّه لا يعود. وبعد ستّة شهور يعثُر الحُرّاس على جُثتين تعود لأحد الحُرّاس الذين ذهبوا مع بنجن، تُجلَب الجُثتان إلى القلعة السوداء، وفي المساء تتحركان وتقومان بمهاجمة الحَرس، فيقوم جون سنو هو وذئبُه بالقضاء عليها. عندما سَمِع جون بخبر تَحرّك أخيه للحرب، حاول التهرّب من حرس الليل لينضمّ لجيشِ أخيه ضِد آل لانستر، ولكن أخوته الحَرس منعوه من ذلك، فبقي جون في الجدار، وما زالت عمليّات البحث عن عمّه بنجن مُستمرّة.

## الشخصيّات
يَروي كُلّ فَصلٍ وجهَة نَظرٍ مُختلِفة عن الأخرى، ويتّتبع الكِتاب مَسارات ثمانِ شخصيّاتٍ رئيسيّة، وعناوين الفُصول تُمثّل رؤى الشخصيّات.
- المُقدّمة: ويل، وهوَ رجلٌ من حرس الليل.
- لورد ند ستارك: حاكِم مدينَة وينترفيل في الشمال ولاحِقاً ساعِد المَلك.
- ليدي كاتلين ستارك: زوجَة نِد ستارك.
- سانزا ستارك: البِنت الكُبرى لنِد وكاتلين ستارك.
- آريا ستارك: البِنت الصُغرى لنِد وكاتلين ستارك.
- بران ستارك: الابن الثاني لنِد وكاتلين ستارك.
- جون سنو: الابن غير الشرعي لنِد ستارك.
- تيريون لانستر: الأخ الأصغر للتوأم سيرسي وجايمي لانستر وهُما أبناء اللورد تايوين لانستر.
- دنيرس تارجارين: وهيَ ابنة المَلك المخلوع التي تَطمح لاستعادَة العَرش.

ومع تطوّر الأحداث في الكُتب اللاحِقة يُحذَف بعضُ الرواة ويُضاف رواةٌ أُخَر.

## النُسخ
نُشِرت الرواية بعدّة طبعاتٍ مُختَلفة، ونُشرت كذلك ككتابٍ إلكترونيّ وكتابٍ صوتي، كما تُرجِمت لأكثَر من 40 لُغة.

### النُسخة العربيّة
بعدَ تنافُسٍ كبيرٍ دام لأكثر من ستّة شهور من دور النشر العربيّة للحصول على حقوق الرواية، فازت دار التنوير للنشر بحقوقِها، وعندما اطّلع المؤلف على العروض المختلفة، ورأى إمكانيّات دار التنوير وقائمة الأعمال المترجمة التي قدمتها من قبل، وقّع على عرضها. وقد تمّ الإعلان عن بدء الترجمة على يد هشام فهمي في 25 مارس 2015. وكانَ من المُقرّر طرح الرواية بعد الانتهاء من ترجمتها في بداية عام 2016، إلّا أنّ فهمي أعلن عن صدورِها في ديسمبر 2015 وذلك بعدَ أن سلّم المُسوّدة الأخيرة للرواية لدار التنوير للمراجعة والتدقيق في 6 أكتوبر 2015. وقضى في ترجَمتها 6 شهورٍ تقريباً، حيثُ أنّه بدأ في الترجمة في أبريل 2015. وقد صَدر الغلاف العربيّ الأول للرواية في 22 أكتوبر 2015 وهو من تصميم صالح محمد. بيدَ أنّ الغِلاف لم يُرضِ القُرّاء، فقامت الدار بشراء حقوق الغِلاف من النُسخة الإنجليزيّة.
صَدرت الرواية بدايةً في لُبنان –وهو مكان طباعتها– هوَ 15 نوفمبر 2015، ثُمّ بدأ توزيعُه في المعارض والمكتبات في الدولة العربيّة. وبسبب حجم الرواية الكبير فقد طُبِعت على مُجلّدين يُباعا معاً ويبلغ حجمُهما أكثر من 1000 صفحة.

## الجوائِز والترشيحات
- جائزة لوكس – أفضل رواية خياليّة (فوز) – 1997.
- جائزة عالم الفانتازيا – أفضل رواية (ترشيح) – 1997.
- جائزة هوغو – أفضل رواية قصير (فوز) – 1997.
- جائزة نيبولا – أفضل رواية (ترشيح) – 1997.
- جوائز إجنوتوس – أفضل رواية أجنبيّة (فوز) – 2000.

## وصلات خارجية
- قالب:ISFDB title (بالإنجليزية)
- A Game of Thrones على  قائمة كتب الإنترنت (بالإنجليزية)